# Gomphocerus plebejus
Gomphocerus plebejus är en insektsart som beskrevs av Carl Stål 1861. Gomphocerus plebejus ingår i släktet Gomphocerus och familjen gräshoppor. Inga underarter finns listade i Catalogue of Life.